# Punta de Norvegia
La Punta de Norvegia (en noruego: Norvegiaodden) es un cabo localizado en la posición 54°27′S 3°21′E / -54.450, 3.350. Se encuentra a 3,7 km al sur del cabo Circuncisión en el extremo oeste de la isla isla Bouvet, en el océano Atlántico Sur. Fue cartografiada de forma provisional en el año 1898 por la expedición alemana comandada por Carl Chun, y fue luego nuevamente cartografiado por la expedición noruega bajo el mando del capitán Harald Horntvedt, quien exploró el área desde el Norvegia en diciembre de 1927, y cuyo nombre fue dado en honor a dicho barco de exploración.
- Datos: Q794749